# Chrístos Míchas
Chrístos Míchas (en grec : Χρήστος Μίχας, mort le 25 aout 2010) est un ancien arbitre grec de football des années 1970. Il est suspecté d'avoir favorisé en finale de la C2 1972-1973 le Milan AC, par des fautes non sifflées[réf. nécessaire].

## Carrière
Il a officié dans une compétition majeure : 
- Coupe d'Europe des vainqueurs de coupe de football 1972-1973 (finale)